# Bremer voetbalkampioenschap 1902/03
In 1902/03 werd het vierde Bremer voetbalkampioenschap gespeeld, dat georganiseerd werd door de Bremer voetbalbond. Werder Bremen werd kampioen. Er werd dit jaar voor het eerst een eindronde om de Duitse landstitel gespeeld, maar hier nam de club niet aan deel. 

## Eindstand
| Plaats | Club                  | Wed. | W | G | V | Saldo | Ptn  |
| ------ | --------------------- | ---- | - | - | - | ----- | ---- |
| 1.     | FV Werder Bremen      | 5    | 5 | 0 | 0 | 22:4  | 10:0 |
| 2.     | Bremer SC 1891        | 5    | 3 | 1 | 1 | 12:8  | 7:3  |
| 3.     | FV Germania 01 Bremen | 5    | 3 | 0 | 2 | 10:11 | 6:4  |
| 4.     | SuS 1896 Bremen       | 5    | 1 | 2 | 2 | 3:7   | 4:6  |
| 5.     | Bremer SC 1891 II     | 5    | 1 | 0 | 4 | 3:15  | 2:8  |
| 6.     | Bremer FV 1900        | 5    | 0 | 1 | 4 | 3:8   | 1:9  |

|  | Kampioen |